# Museo de Navarra
El Museo de Navarra (en euskera: Nafarroako Museoa) es una institución del Gobierno de Navarra fundada el 24 de junio de 1956 por la Diputación Foral de Navarra. Se encuentra ubicado en la calle Cuesta de Santo Domingo 47 del Casco Antiguo de Pamplona (Comunidad Foral de Navarra). Ocupa el edificio que fuera hospital de Nuestra Señora de la Misericordia (primera mitad del siglo XVI) conservando su fachada y su adyacente capilla renacentista, únicos ejemplos en la ciudad de arquitectura de este estilo.

## Contexto histórico
Desde mediados del siglo XIX, tras las desamortizaciones realizadas en España, surge la necesidad de preservar el patrimonio desprotegido y en continuo proceso de deterioro. Así lo afirmaba la historiadora María Puy Huici Goñi en 1990:

Si frente a la locura de las guerras y a la falta de prevención de la ley de desamortización, no hubiera existido la Comisión de Monumentos, de la inmensa riqueza que España tenía en arquitectura, códices, obras de arte de todo tipo, quedaría notablemente menos: hay que sostener aquella techumbre que se viene abajo; aquella torre que se cuartea, salvar aquellos mosaicos que se están robando; aquella casa o convento cargados de historia.
Mª Puy Huici, 1990

La primera inquietud de que Navarra contará con un museo provincial donde exponer «lo más significativo de su historia, su arte y su patrimonio cultural» nace al amparo de la creación en 1844 de la Comisión de Monumentos Históricos y Artísticos de Navarra que, desde el primer momento, tiene entre sus tareas la creación de un centro de esta naturaleza. Pero mientras llegaba ese momento, comienzan a recopilar objetos materiales, capiteles, pinturas y otros elementos artísticos susceptibles de exponer en ese museo. 

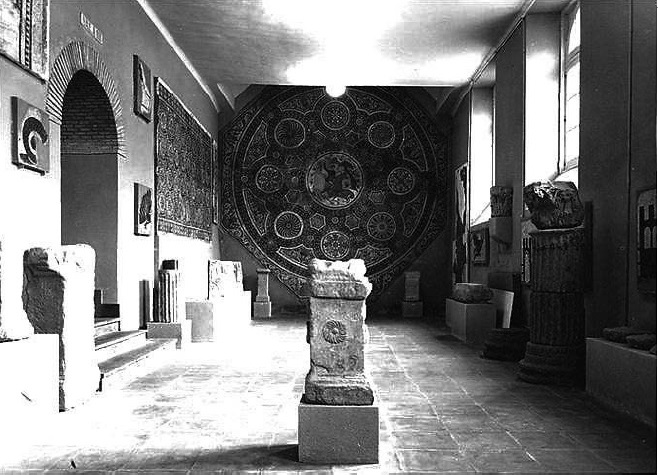
El mosaico procedente del Ramalete de la habitación número 8 en la inauguración del Museo de Navarra (foto: Archivo Institución Príncipe de Viana)
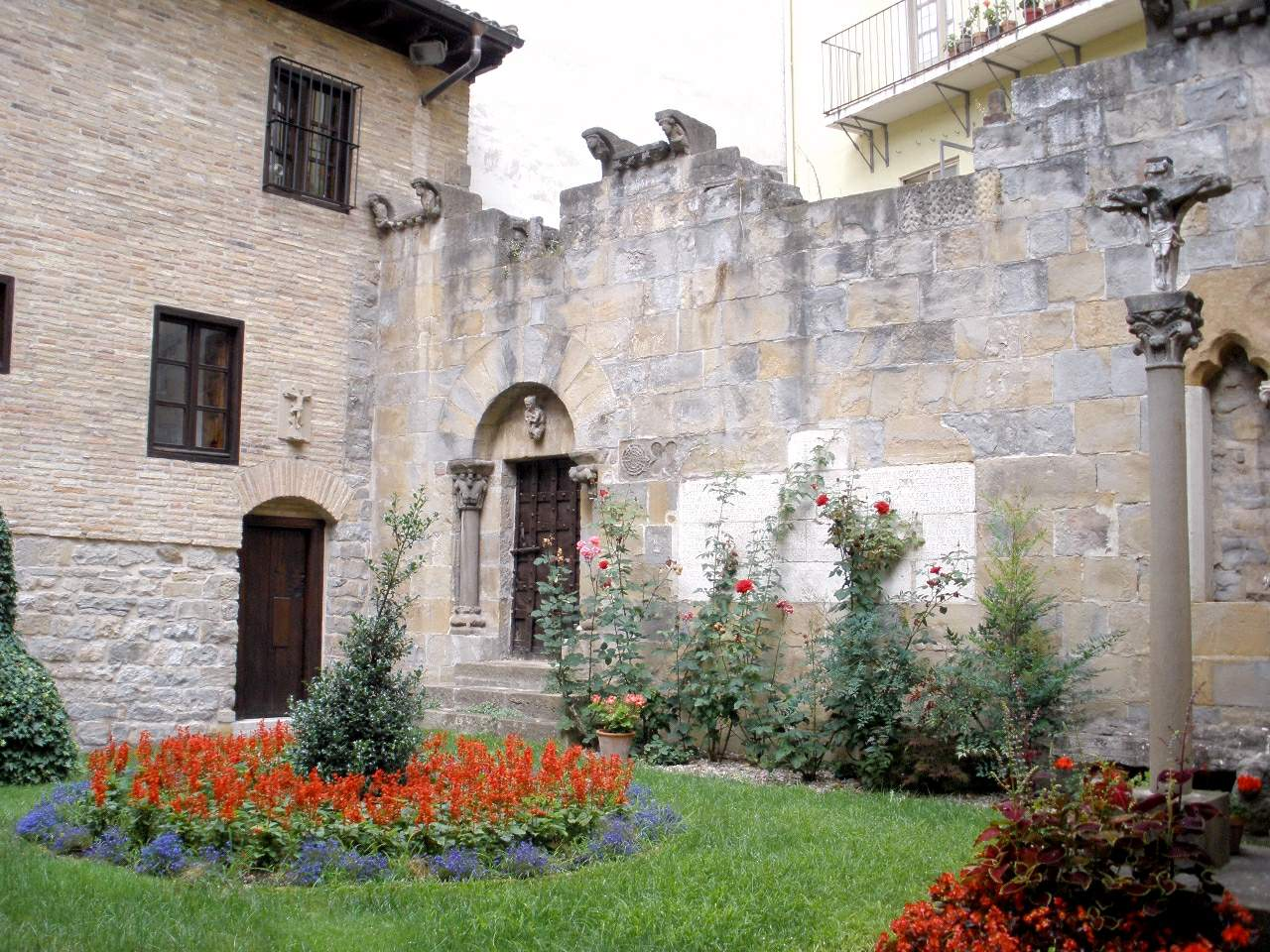
En el patio de la Cámara de Comptos de Navarra aún se preservan muchos objetos recopilados por la Comisión de Monumentos Históricos y Artísticos de Navarra como los mostrados en la imagen.
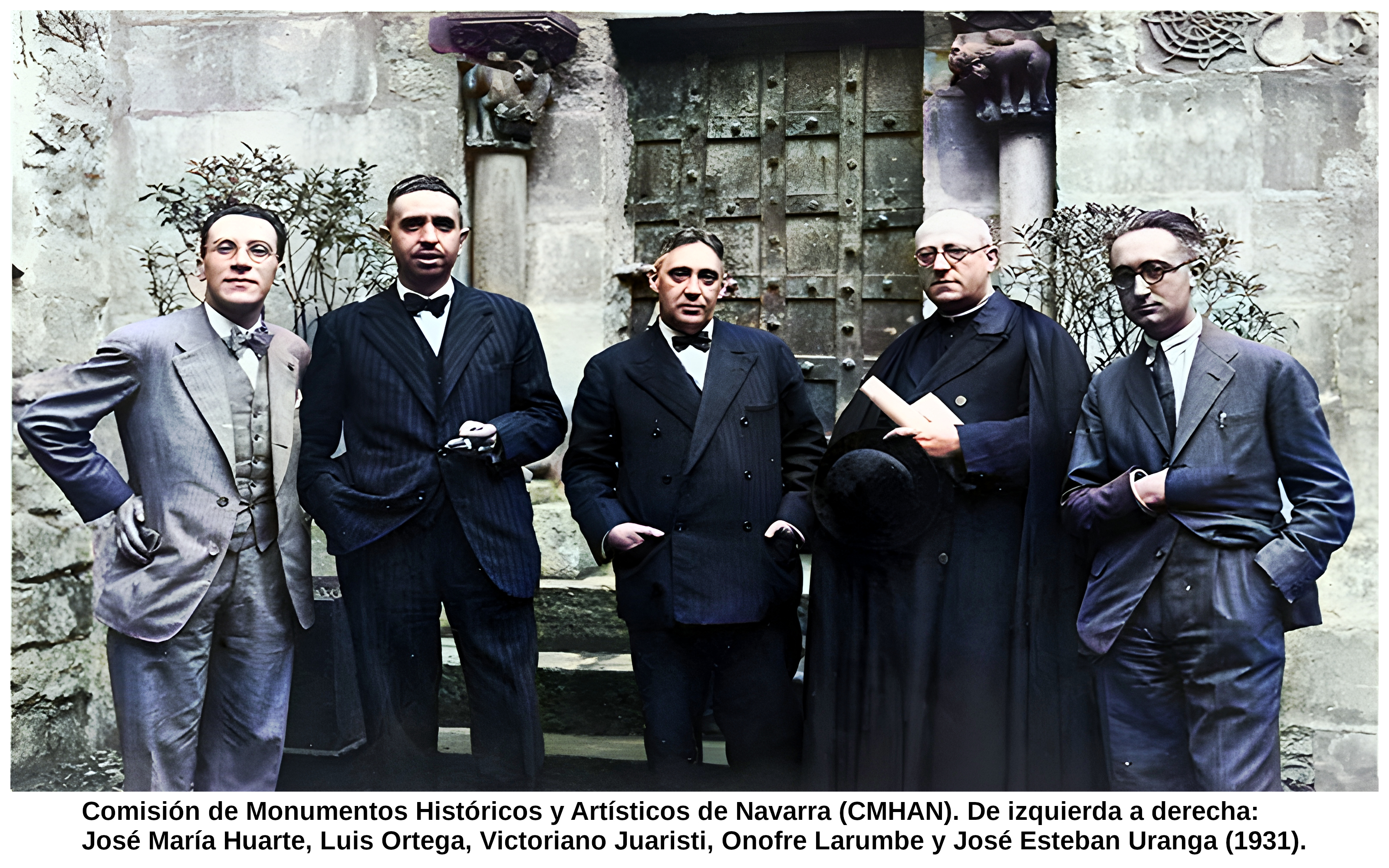
Miembros de la Comisión de Monumentos de Navarra. De izda. a dcha. José María Huarte, Luis Ortega, Victoriano Juaristi, Onofre Larumbe y José Esteban Uranga, hacia 1930.

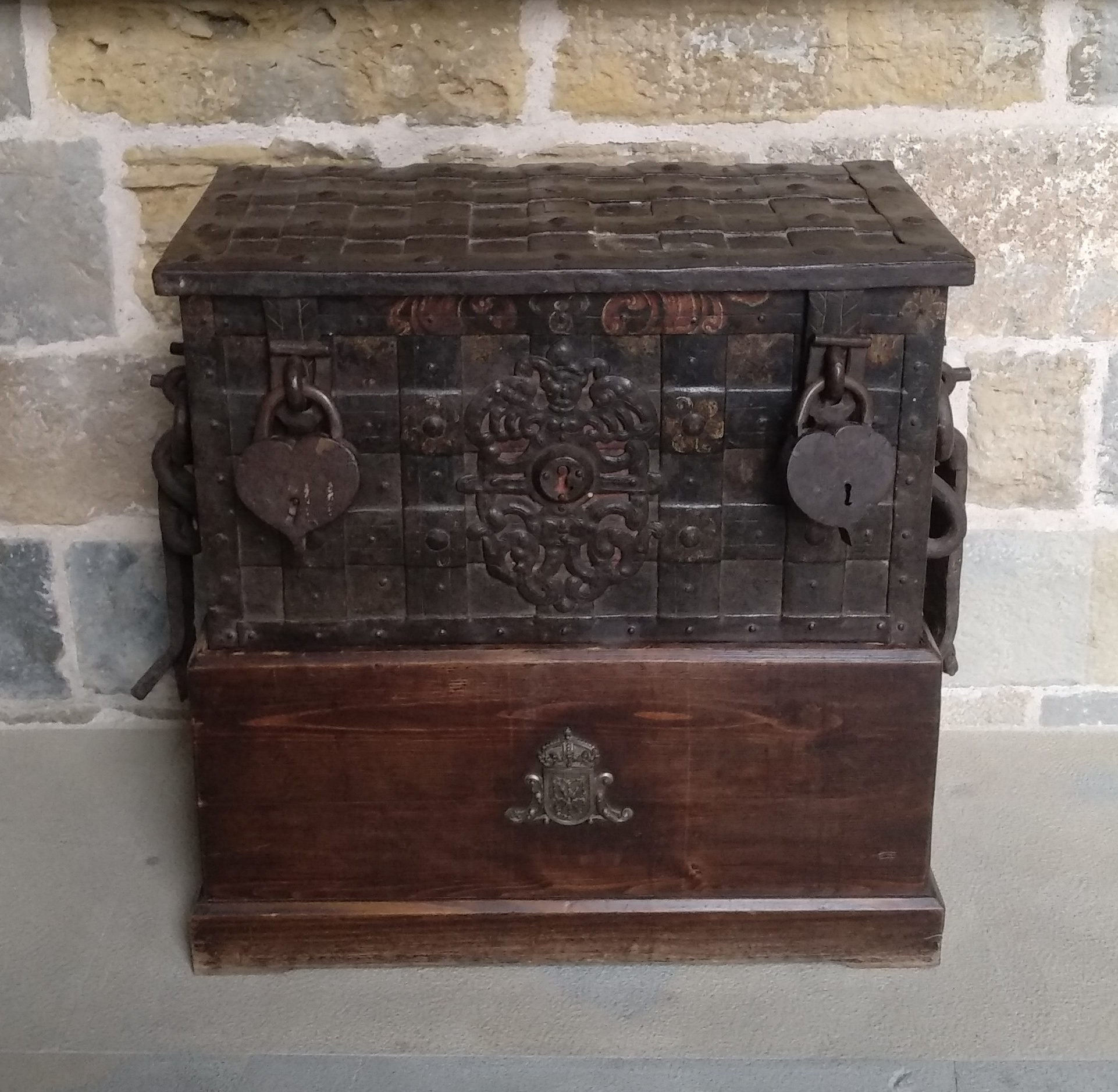
Arcón metálico conservado en el Archivo Real y General de Navarra procedente de la antigua Cámara de Comptos de Navarra.

No obstante, han de pasar cuatro décadas para que la idea vuelta a tomar fuerza, hasta 1887, en que se contempla un proyecto conjunto para construir el edificio para «Archivo y Museo Provincial de Navarra». Aunque se conserva el croquis finalmente se construyó primeramente el antiguo edificio del Archivo General de Navarra.
Pero, a pesar de las contrariedades, los miembros de la Comisión (Florencio Ansoleaga, Juan Iturralde y Suit, Arturo Campión y sobre todo Julio Altadill) no ceden y prosiguen reuniendo «antigüedades» con gran entusiasmo hasta que, finalmente, el 28 de junio de 1910, en la sede de la Cámara de Comptos Reales se establece el «Museo Artístico-Arqueológico de Navarra», antecedente claro y directo del actual Museo de Navarra, y que fue visitable hasta el año 1940.

## El edificio
Se encuentra ubicado en el lugar del antiguo Hospital de Nuestra Señora de la Misericordia, fundado en el siglo XVI, del que sólo se conserva la portada principal y el interior de la capilla.
El frontis es de 1556 de Juan de Villarreal y Martín de Azcárate y es la única muestra de arquitectura civil renacentista de Pamplona. Es una interpretación del arco de triunfo clásico con una rico repertorio ornamental vinculado al plateresco.
La entrada lateral, a la capilla, tiene una fachada en forma de retablo del siglo XVII procedente de una iglesia, que estaba situada en la calle Mayor, enfrente de la iglesia de Santiago, de Puente la Reina. La capilla, que hoy forma parte del museo y se utiliza en la actualidad como auditorio, es obra de Juan de Ancheta y fue realizada entre 1547 y 1550, de estilo gótico-renacentista.
En 1932 el hospital fue desalojado por traslado al Hospital de Navarra, y, en 1952, se realizó una reforma para transformarlo en museo, realizada por José Yárnoz Larrosa, en la que no se mantuvo prácticamente nada de la fábrica renacentista.
En 1986 los arquitectos Jordi Garcés y Enric Soria realizaron una remodelación para modernizar y reorganizar el museo. En esta reorganización se exponen sólo las piezas más importantes consiguiendo más espacio para su contemplación. Se buscó dotarlo de carácter público, incorporando un salón de actos, sala de exposiciones temporales y otros servicios. Se ordenó la colección de forma cronológica, con los objetos prehistóricos en una nueva sala ubicada bajo el jardín, los mosaicos romanos en zonas de la planta baja y el resto en cuatro plantas.
La portada renacentista se destaca como una pieza más del museo, recortándola sobre un muro ciego.

### Distribución temática
El edificio dedica más de 7700 m2 repartidos en seis plantas con contenidos distribuidos temáticamente como sigue:
- Planta -1: Prehistoria.
- Planta 0: Romano.
- Planta 1: Romano, prerrománico, musulmán, románico y gótico.

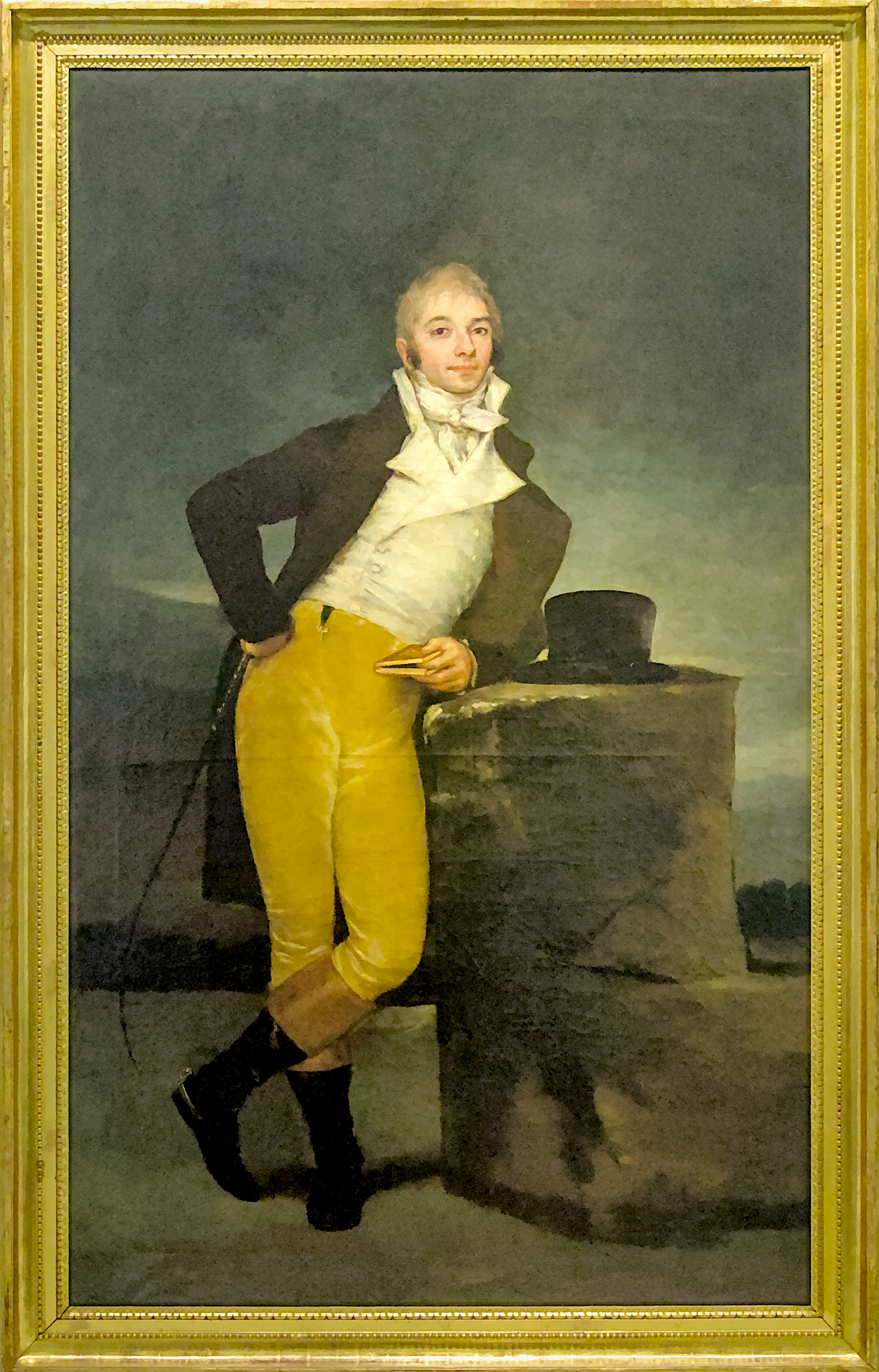
El Retrato del Marqués de San Adrián, obra de Goya, es una de las piezas más destacadas del museo

- Planta 2: Gótico y renacimiento.
- Planta 3: Barroco y siglo XIX.
- Planta 4: siglo XX.

## Contenidos

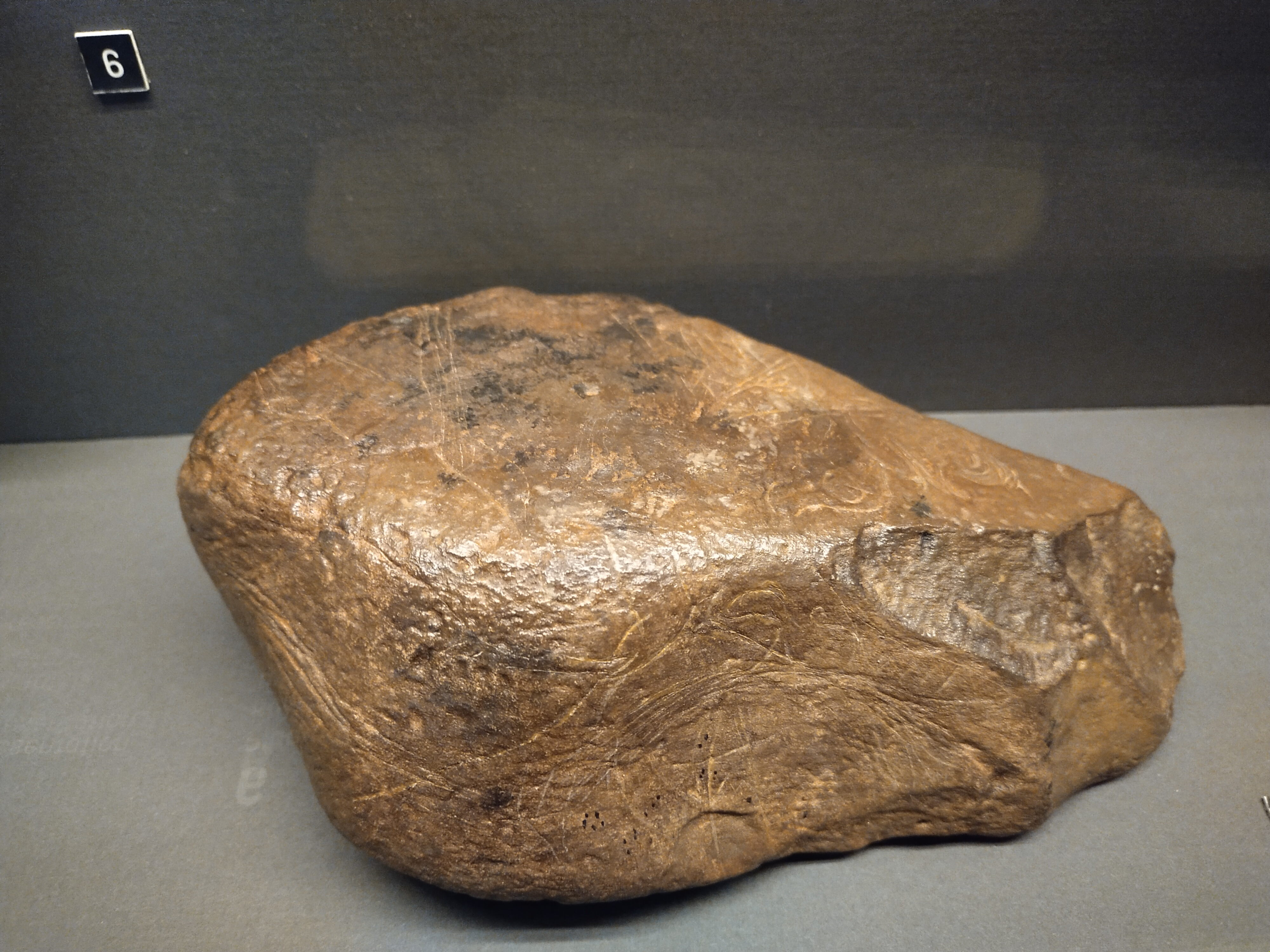
Mapa de Abauntz. Mapa prehistórico grabado en piedra

### Piezas destacadas
- Mapa de Abauntz, procedente de Arraiz (Ulzama), es un canto rodado de piedra del Paleolítico con un bajorrelieve que «presenta el que posiblemente sea el mapa más antiguo que se conoce en Europa occidental».[11][12][13]
- Mosaico romano de Andelos, con un fragmento del tema El triunfo de Baco.
- Relieve representando la entrada triunfal del emperador Constantino en Roma.
- Mosaico romano de la villa de El Ramalete (Tudela).
- Togado de Pompelo, un togado en bronce, pieza singular procedente del foro de Pompelo, de los escasos ejemplares en bronce. conservados en todo el mundo.[14][15]
- Capiteles románicos de la antigua catedral de Pamplona.
- Arqueta de Leyre, obra maestra del arte islámico 1000 d. C.
- Pinturas murales góticas sobre la Pasión de Cristo de Juan Oliver.
- Pinturas murales renacentistas procedentes del Palacio de Óriz, en grisalla sobre la Guerra de Sajonia y la batalla de Mühlberg librada por el emperador Carlos V contra los protestantes.
- Escultura de San Jerónimo penitente de Juan de Ancheta.
- Retrato del Marqués de San Adrián, pintado por Francisco de Goya.

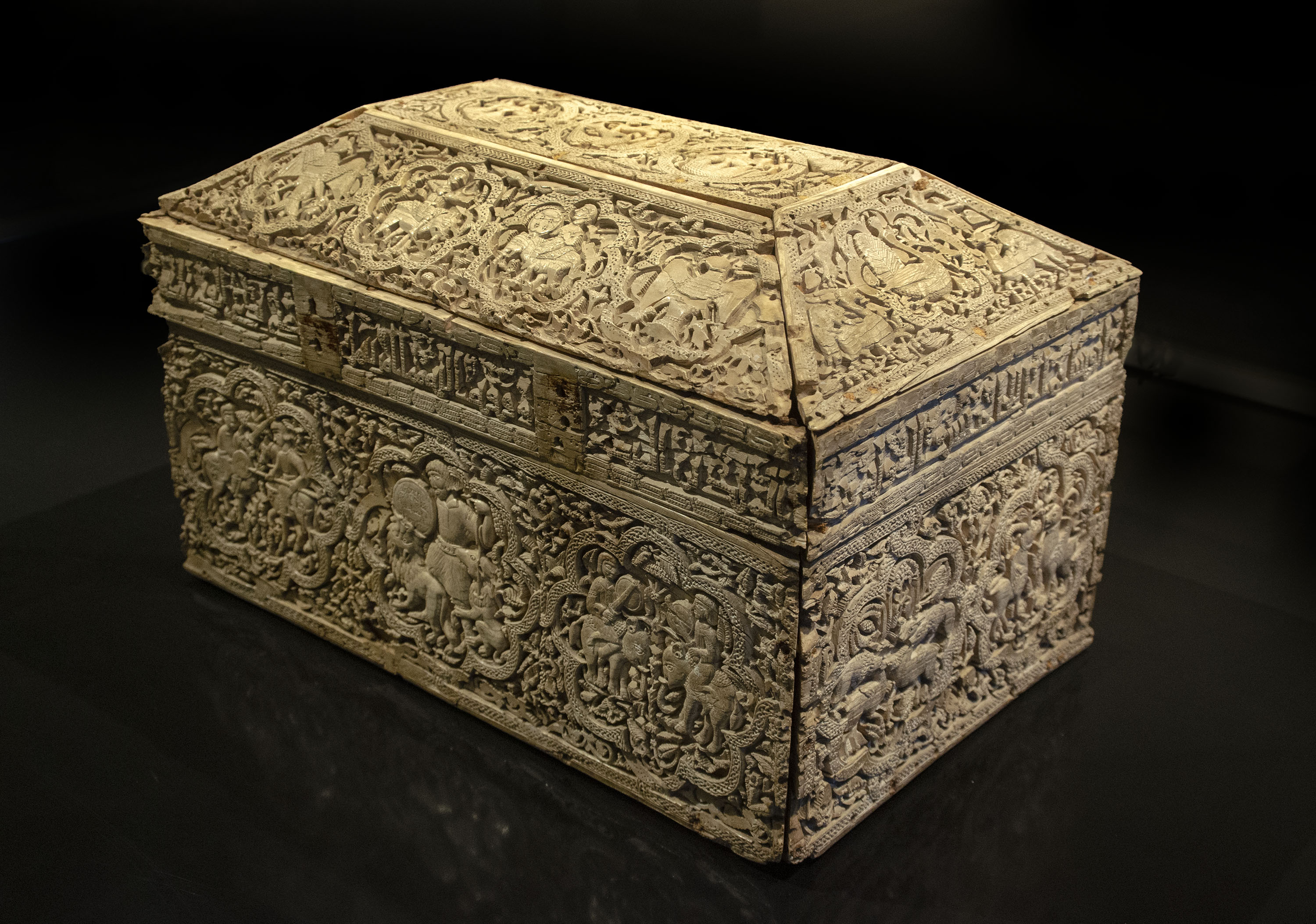
Arqueta de Leire

## Colección numismática del Museo de Navarra

### Exposición de 2001
Con ocasión del tránsito de la peseta al euro, aprovechando la amplia colección numismática conservada en el Museo de Navarra (compuesta por unas de 15.000 piezas, “uno de los conjuntos numismáticos más importantes del mundo”, además de casi 370 troqueles, más de 200 billetes, una prensa volante y una rielera para la fabricación de cospeles) la Institución Príncipe de Viana (Dirección de Cultura del Gobierno de Navarra) organizó una exposición, entre el 31 de mayo y el 25 de noviembre de 2001, comisariada por la arqueóloga María Inés Tabar Sarrías y el especialista en numismática Miguel Ibáñez Artica, donde se mostraron cerca de tres mil piezas. Poco después, en 2001, se publicó, con el apoyo de la Caja de Ahorros de Navarra, un libro-catálogo con una veintena de artículos de diferentes autores donde se recorría y repasaba la historia, tal como dice el título, de La moneda en Navarra durante esos veinte siglos de historia, incluso la etapa premonetal.
Esta exposición sirvió de revulsivo para la mejora de diversos aspectos de conservación del monetario como fue la renovación del sistema de climatización, actualización de los antiguos contenedores de monedas y troqueles, inventariado fotográfico del conjunto y adquisición de nuevos fondos que dieran cobertura a «las lagunas existentes». Además, desde 2016 se catalogó la sección de moneda y se informatizó en la base de datos DOMUS, siendo accesibles en abierto a través de CER.ES la consulta sobre varias de ellas.

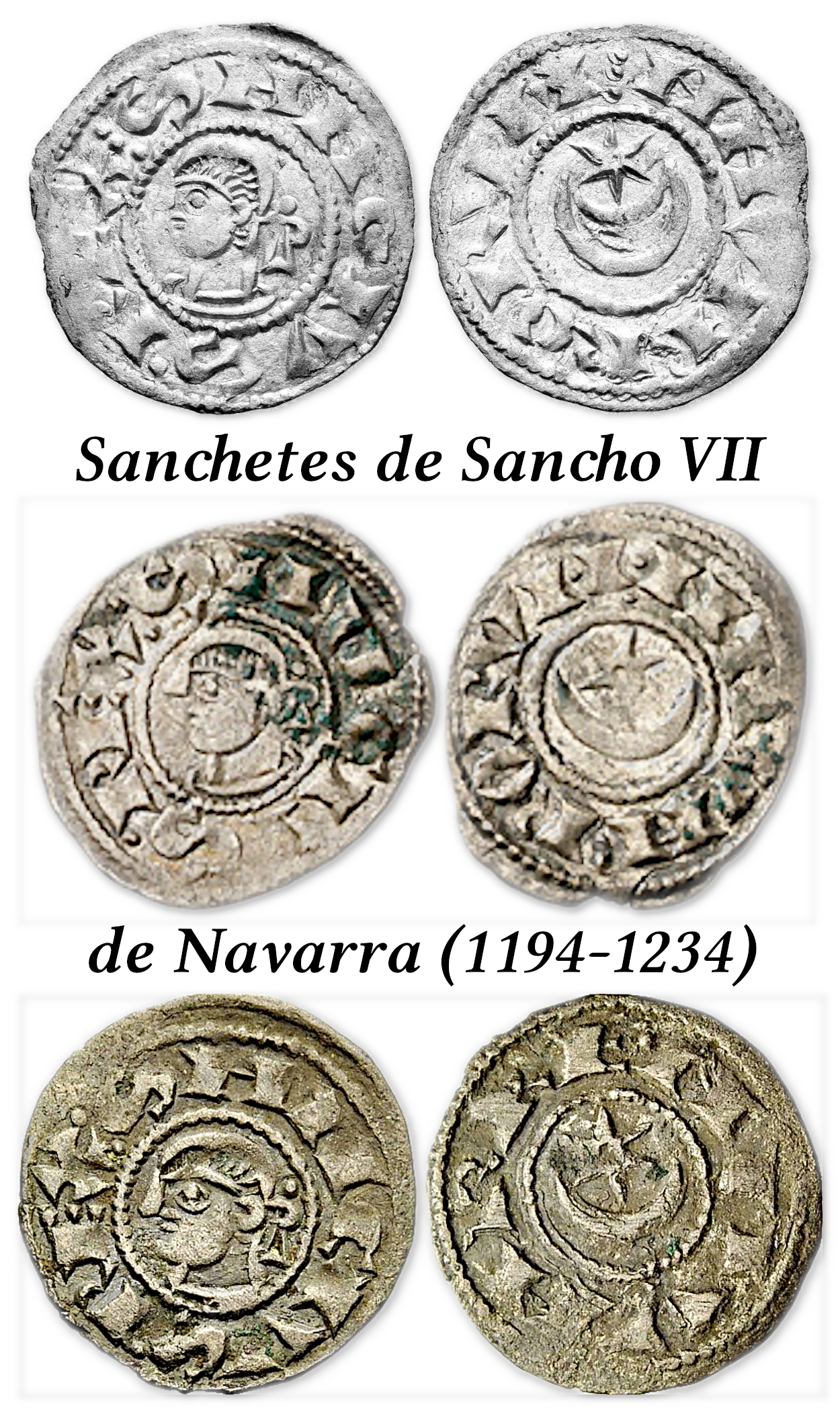
Sanchetes de Sancho VII, rey de Navarra (1198-1234)

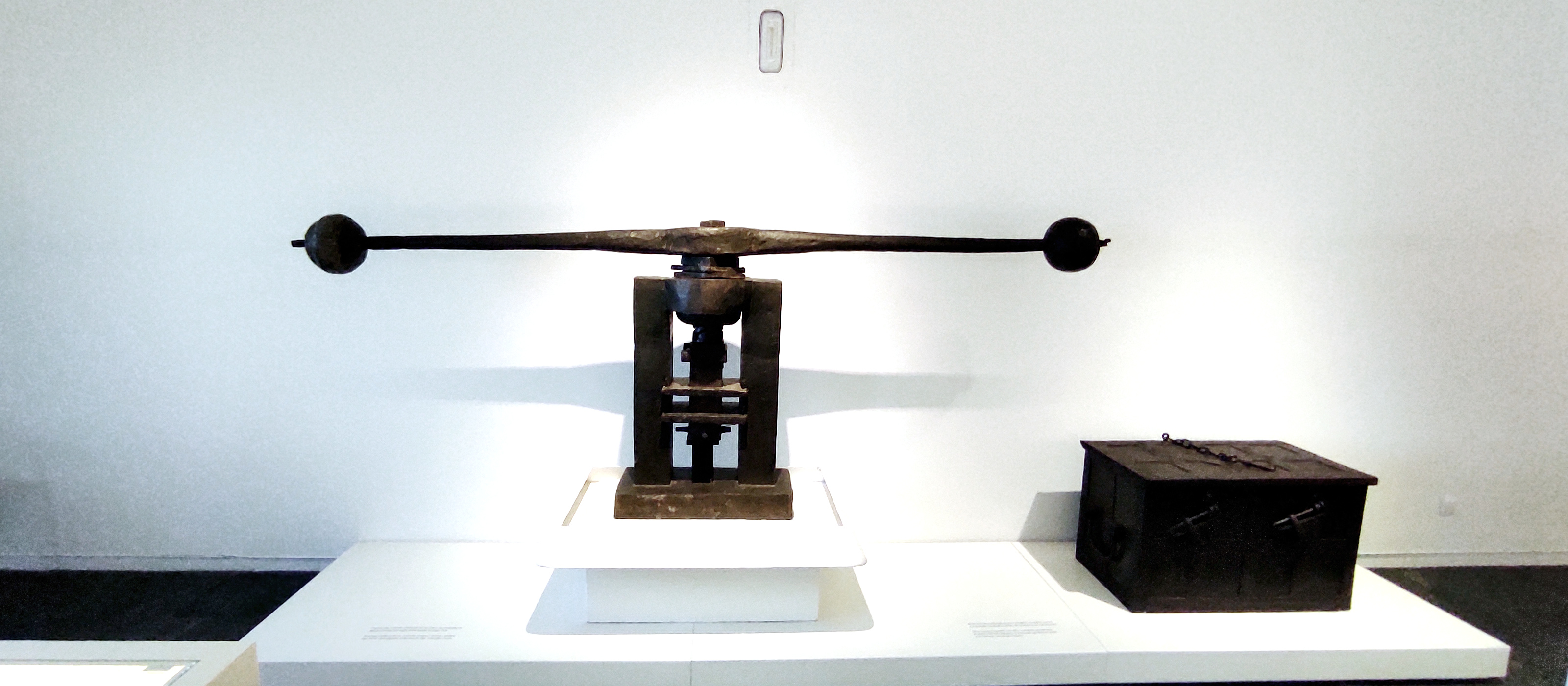
Prensa de acuñación de moneda

### Origen de los fondos

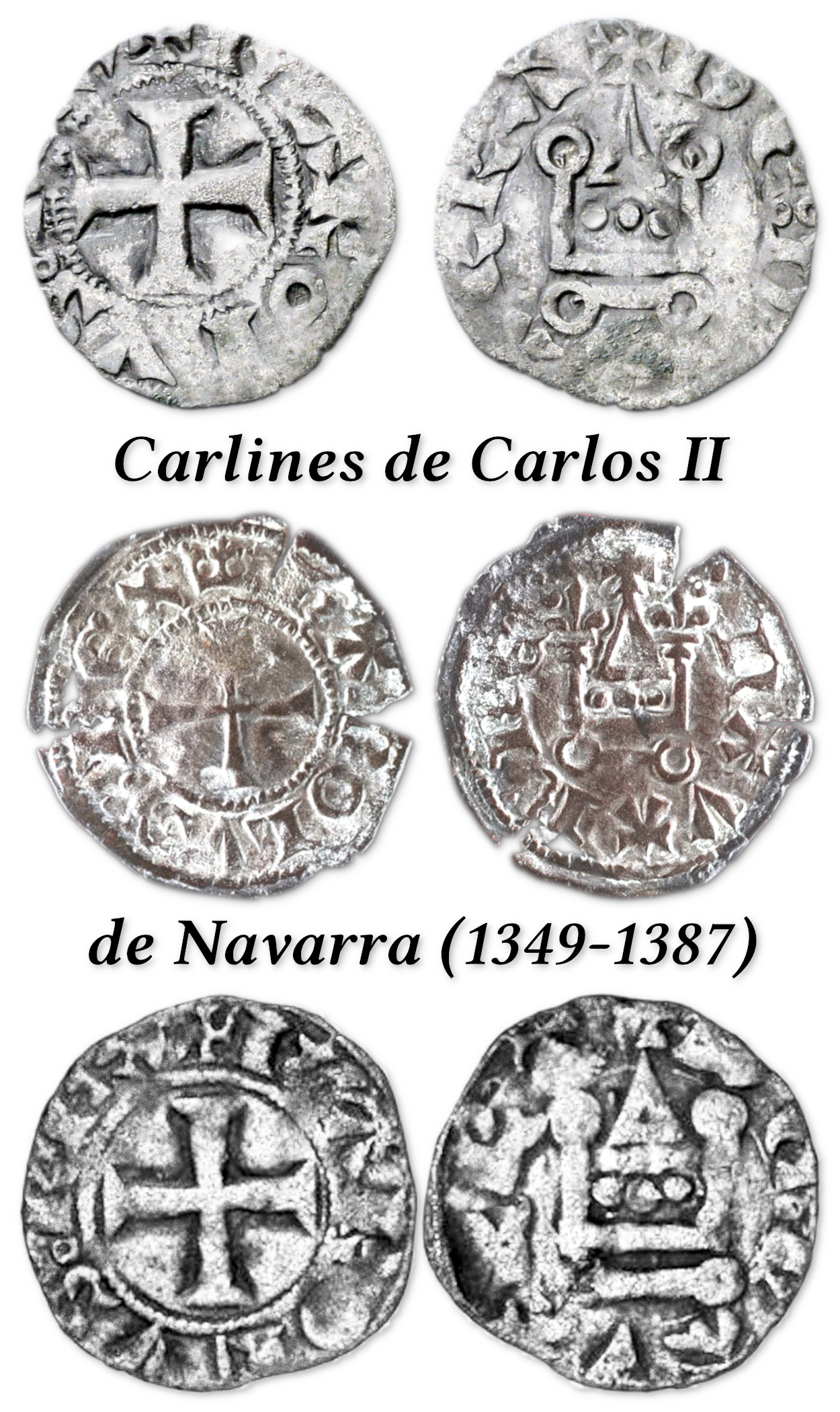
Carlines prietos del reinado de Carlos II de Navarra

Los fondos de la colección numismática actualmente conservada en el Museo de Navarra procede de los fondos formados por la Comisión de Monumentos Históricos y Artísticos de Navarra que, desde su fundación en 1865, se encarga de la recogida sistemática de materiales, ya sean prensas de volante, punzones o numerosas monedas. Como resultado de esta labor en 1920 se realizó una Exposición Retrospectiva de Arte de Navarra donde se mostraron más de diez mil monedas y medallas. En 1903 se añadieron casi siete mil monedas procedentes de la antigua colección de la Catedral de Pamplona. A todas estas aportaciones, paulatinamente, se han incorporado donaciones particulares, descubrimientos arqueológicos y tesorillos localizados en algunos puntos geográficos navarros (como el tesorillo de San Andrés de Ordoiz, Estella, hallado en mayo de 1949).
Desde 1940 la Institución Príncipe de Viana continua con estos proyectos haciéndose cargo de los fondos recopilados. En 1947 la colección numismática de la Catedral de Pamplona, formada por 6719 monedas, medallas y jetones fue donada íntegramente a la Diputación Foral. Tras años y numerosas gestiones, el 4 de noviembre de 1975 se inaugura la Sala de Numismática del Museo de Navarra gracias a la gestión de la entonces directora, María Ángeles Mezquíriz Irujo, en colaboración con Joaquín Lizarraga. Entonces estaba compuesta por ocho vitrinas expositoras donde se colocaron las monedas cronológicamente y con cartelas identificativas.
Entre 2005-2009 el Museo de Navarra organizó nuevas exposiciones donde se muestran principalmente «las nuevas incorporaciones numismáticas debidamente catalogadas.» Durante estos años el crecimiento de los fondos ha sido «significativo con la entrada de una importante colección de peseta en moneda y papel, un valioso conjunto de moneda navarra de Baja Navarra, de Navarra, medallas y ponderales.»
En 2021 se habilitó una sala del museo para volver a mostrar parte de la colección «que permanecía en reserva desde 1990», exponiendo unas 200 piezas en catorce vitrinas además de otros «objetos monetiformes como los jetones (piezas de metal que, a diferencia de las monedas, no tienen valor de curso legal), y algunas herramientas originales empleadas para la fabricación de la moneda»: un arca tesorera, varios cuños y una prensa volante procedente de la Cámara de Comptos de Navarra.
Se renovó el viejo modelo expositivo de la sala original presentando ahora la colección en un contexto que ayude a conocer «aspectos relacionados con los intereses y políticas de los emisores» al mismo tiempo que «los acontecimientos de la época y lugar en el que circularon.» Con esta renovación conceptual museística las monedas pueden ser presentadas como el instrumento histórico que son, aportando herramientas que ayuden al espectador a fijarse y entender los distintos elementos que aparecen en ellas (donde nada es casual) y a utilizarlos como llaves que nos permiten acercarnos al contexto político, económico, cultural y artístico en el que fueron creadas y utilizadas.»

## Mosaicos y cerámicas romanas
Fruto de las excavaciones realizadas en Navarra durante el pasado siglo XX y el presente, entre sus vitrinas y amplias salas se exponen numerosos objetos a cada cual más reseñable. Pero como conjunto son destacables los mosaicos procedentes de antiguas villas romanas del Ramalete, Liédena, Andelos, Villafranca, Falces, etc.

Vestigios romanos
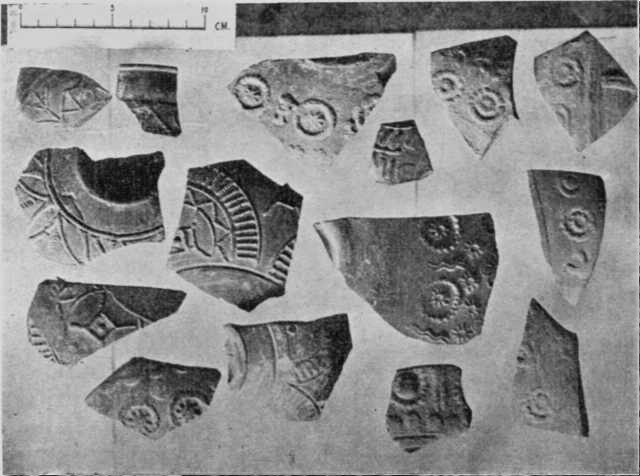
Cerámica encontrada en la villa del Ramalete. Fotos Arch. José E. Uranga.
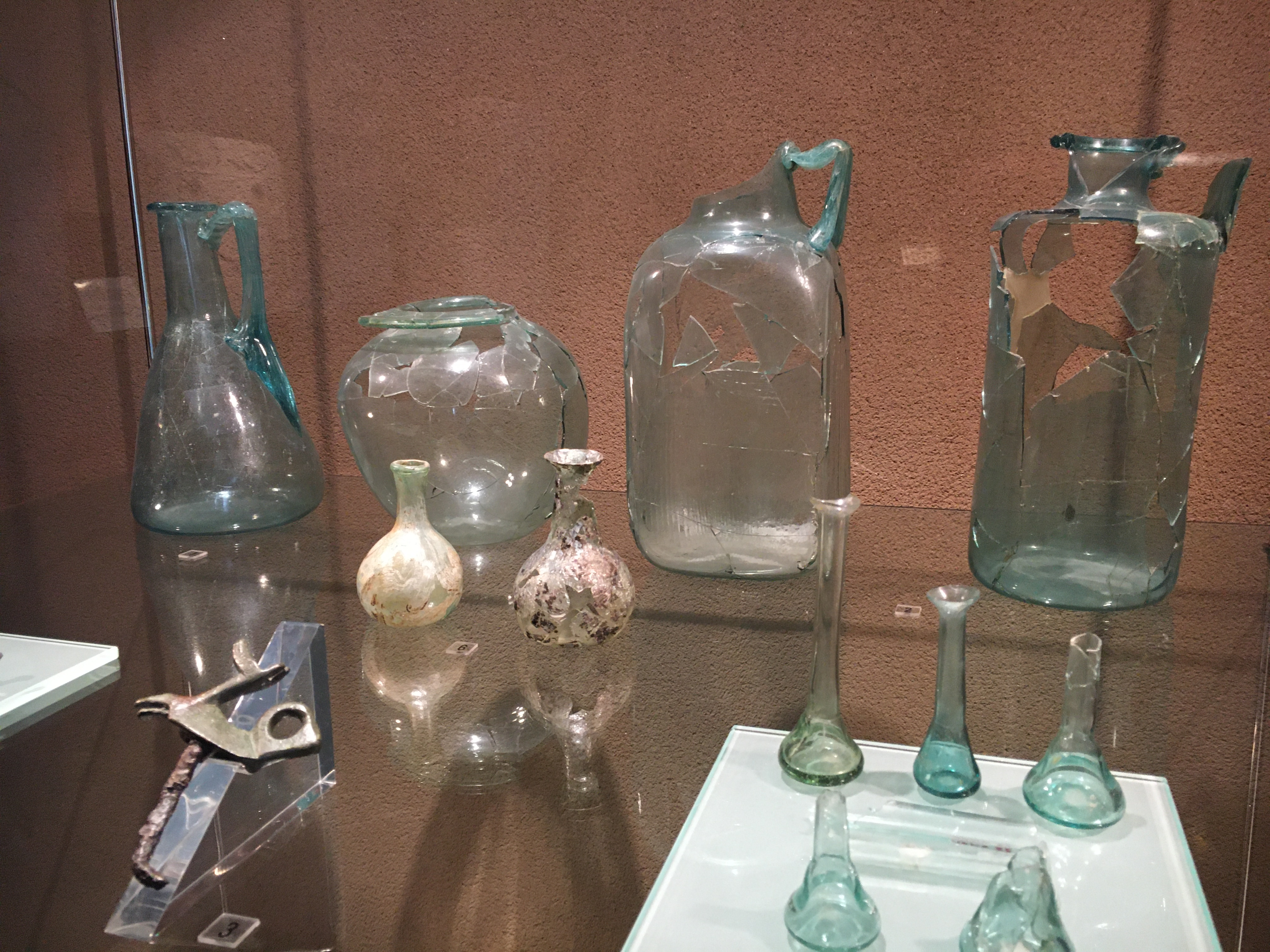
Objetos rituales funerarios romanos
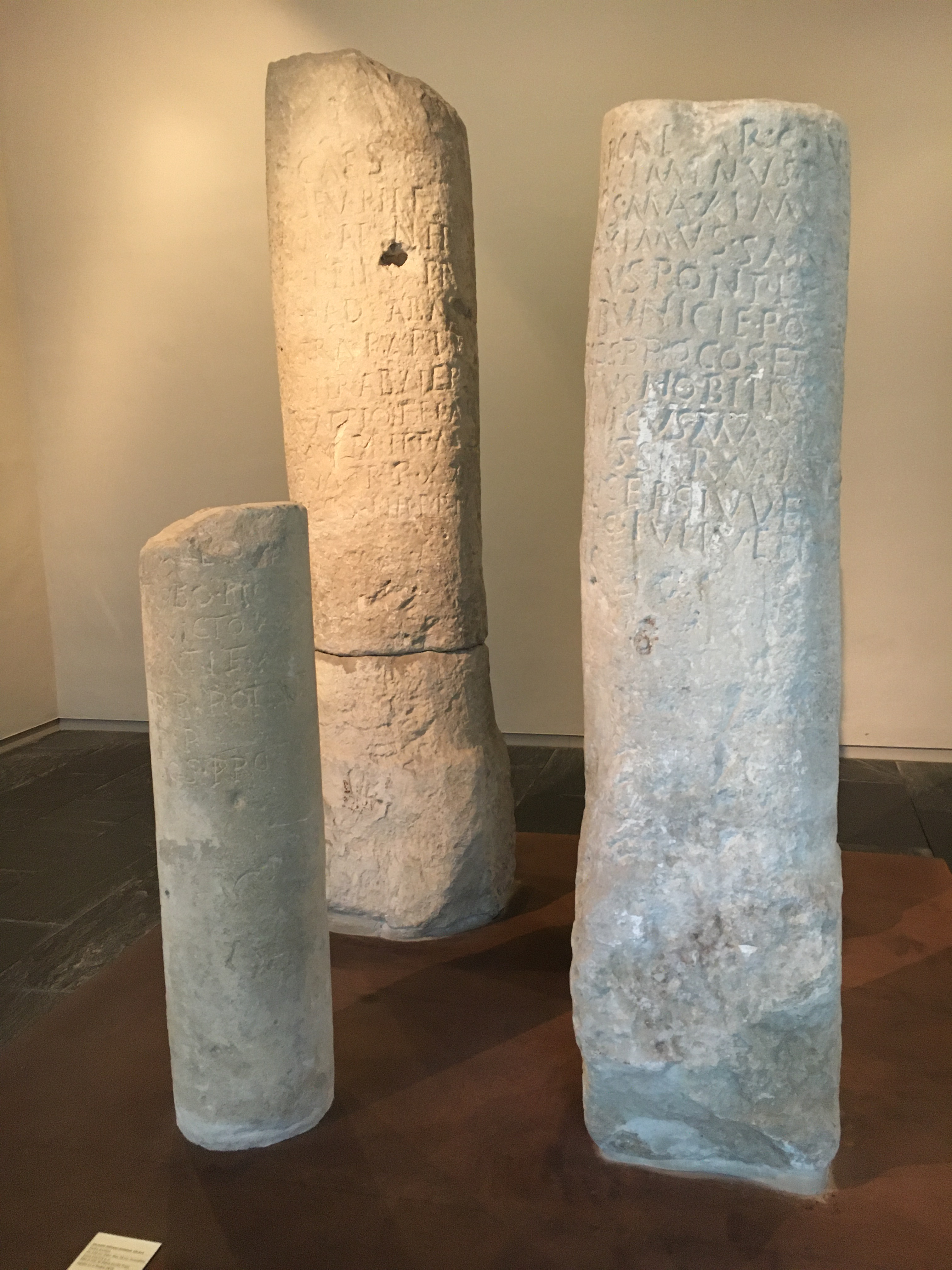
Miliarios romanos
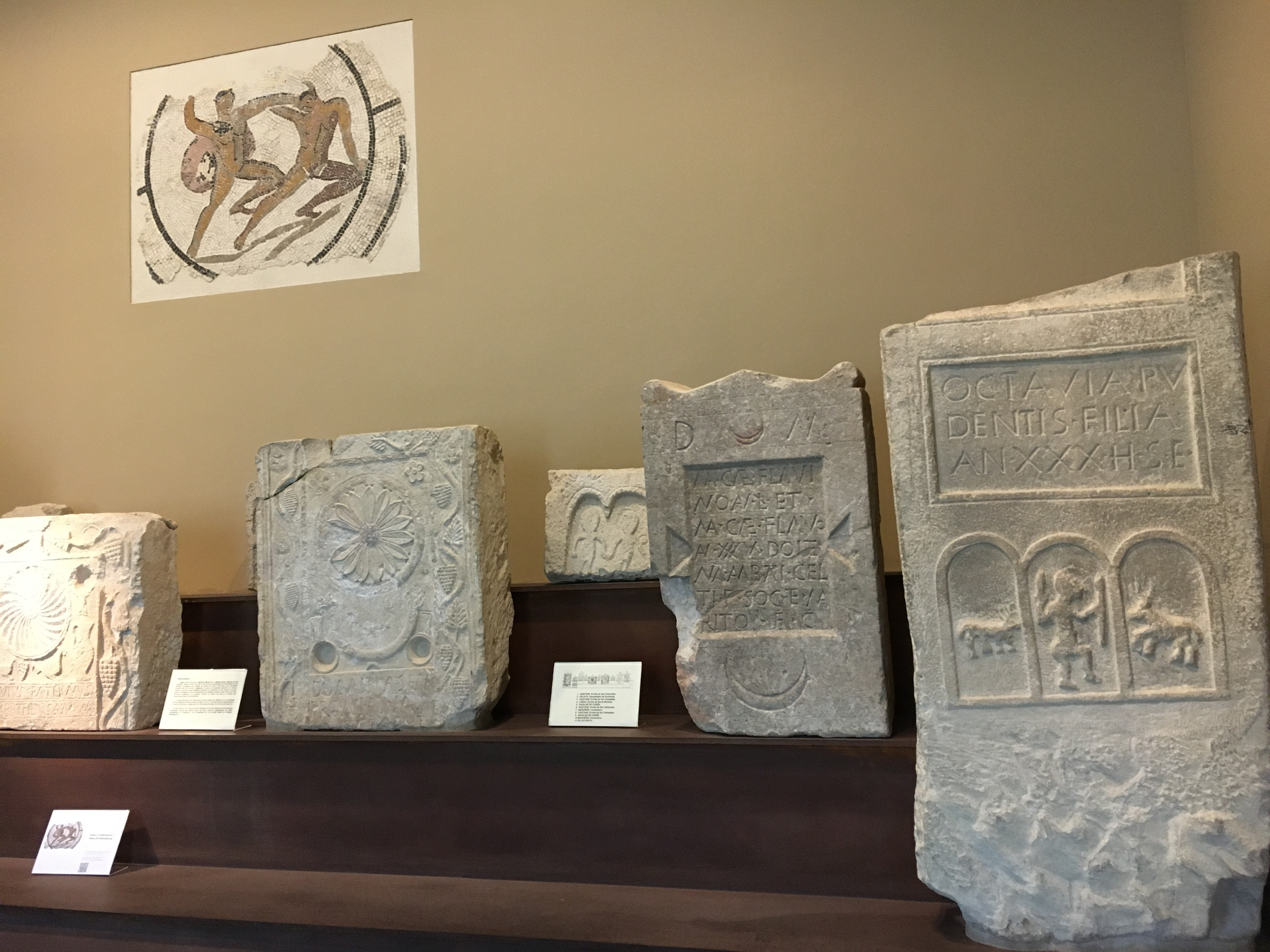
Estelas funerarias romanas
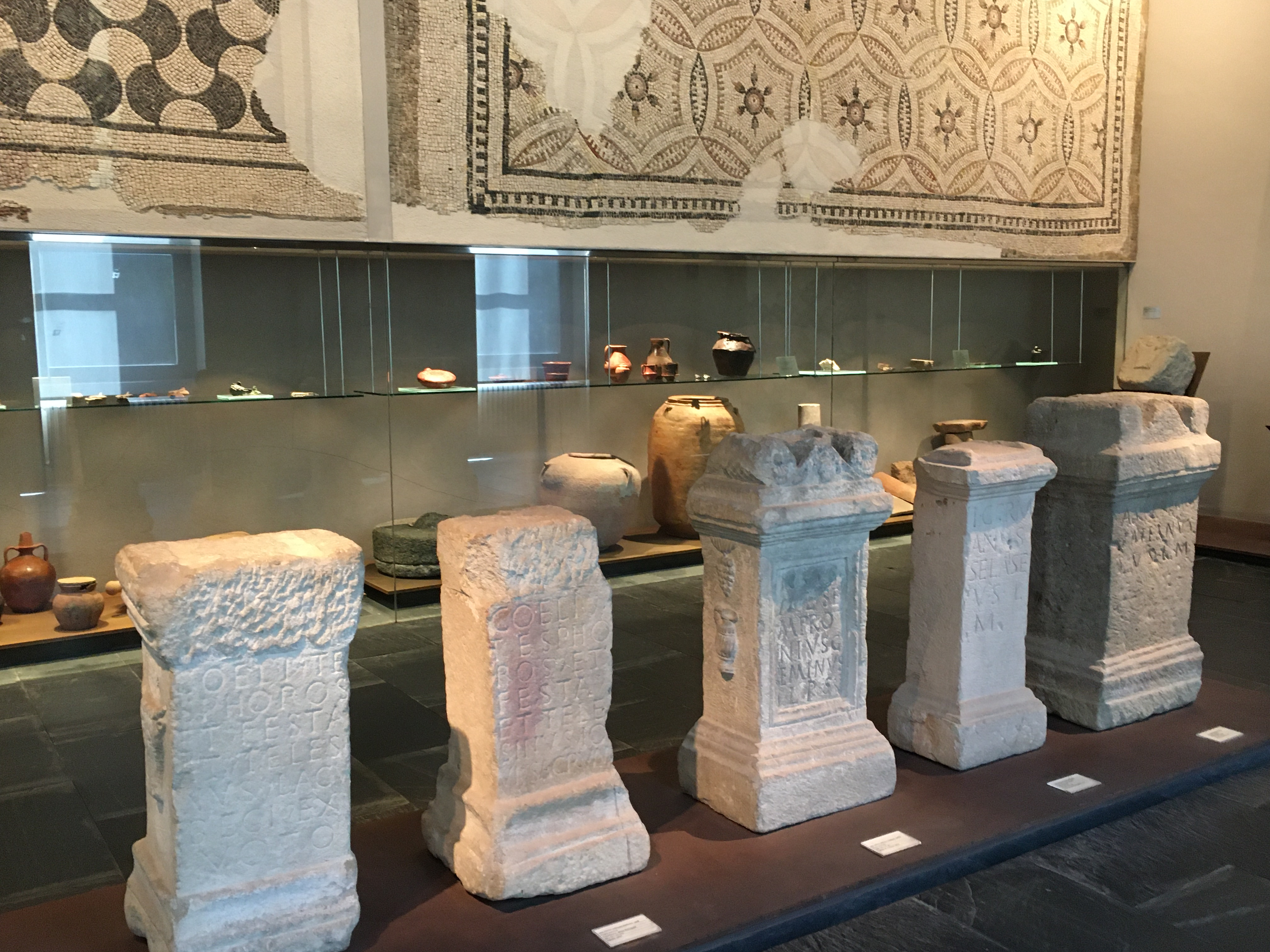
Aras romanas
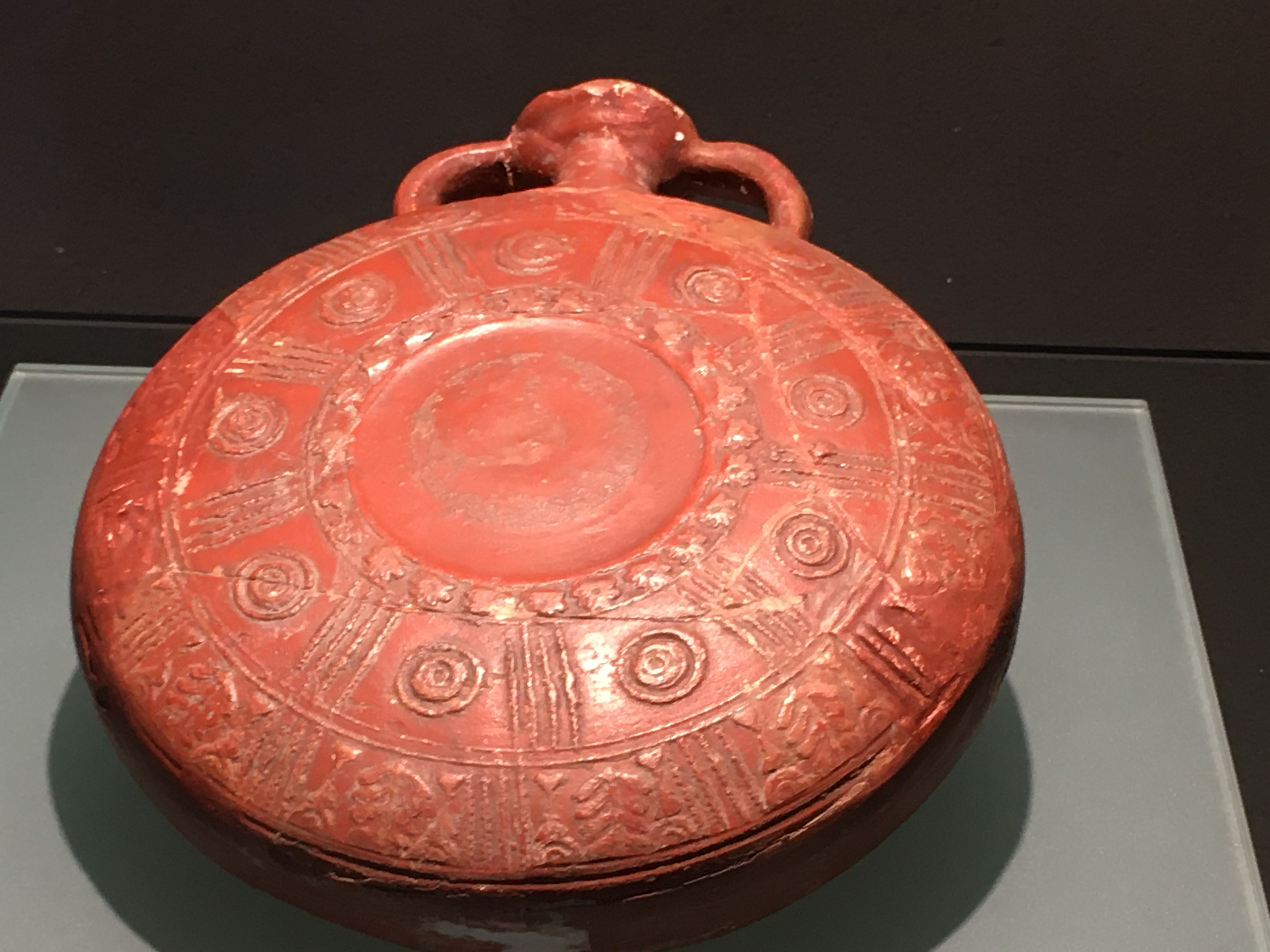
Cantimplora de Liédena
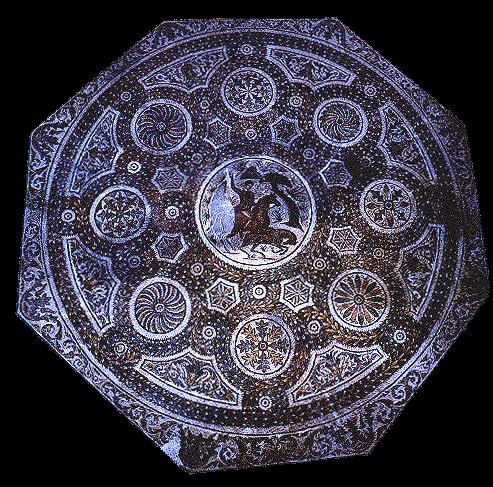
Mosaico de la Villa del Ramalete (s. IV)
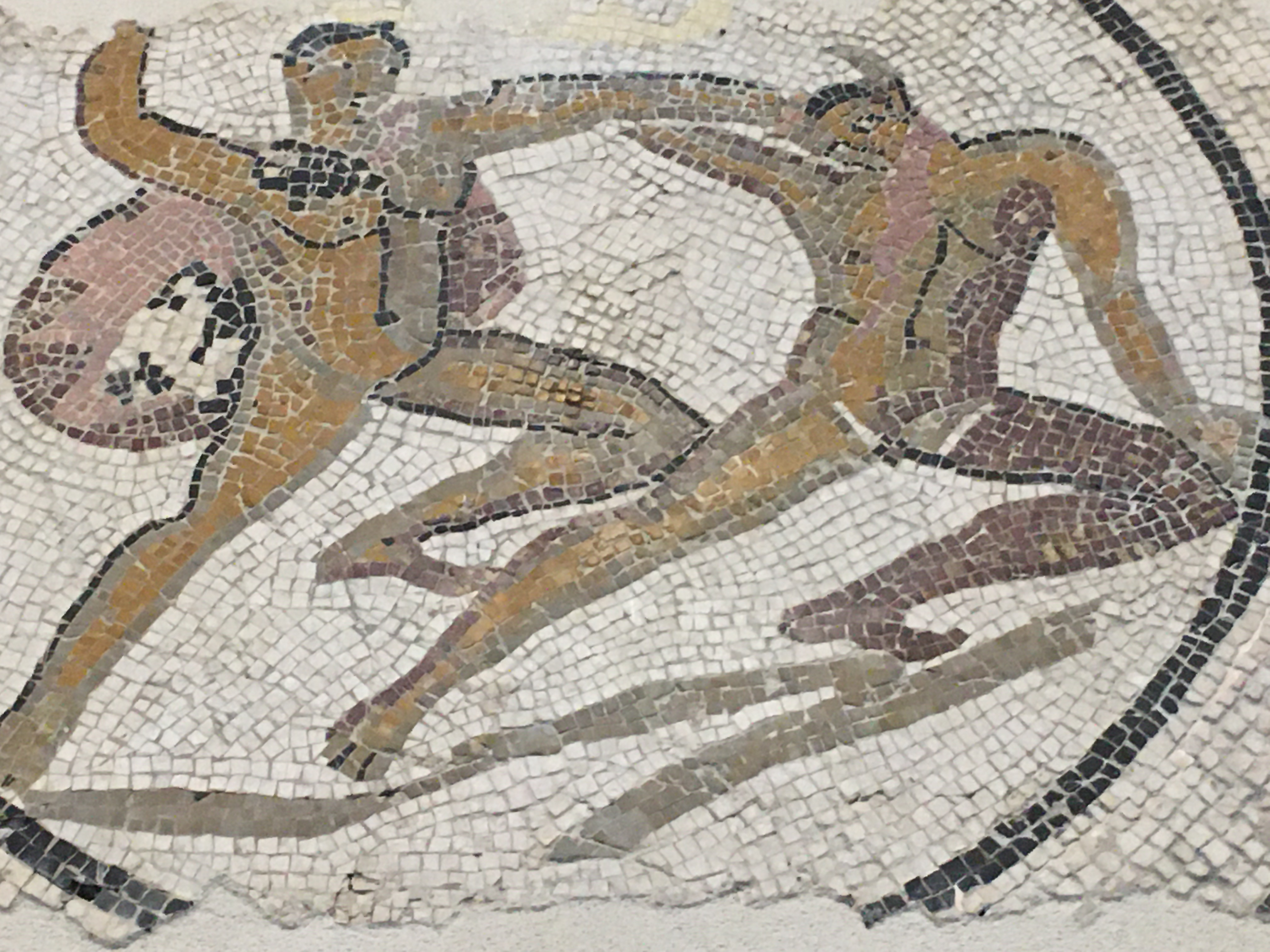
Teseo luchando con el Minotauro